# Célula gigante de Touton

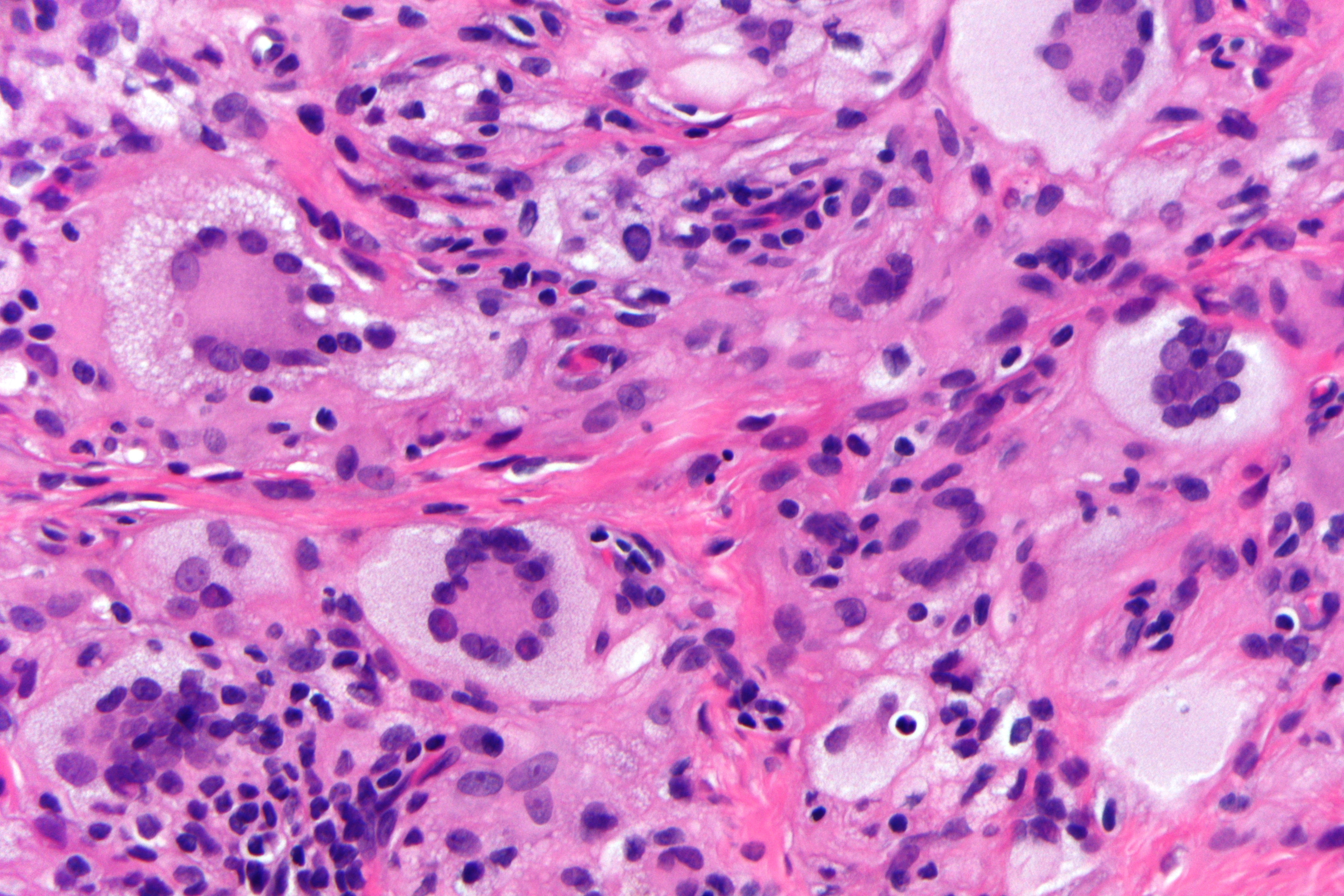
Células gigantes de Touton en un xantogranuloma juvenil. Tinción Hematoxilina-Eosina.

Las células gigantes de Touton son un tipo  de células multinucleadas  que pueden ser vistas lesiones con alto contenido de lipídico como en la necrosis grasa, xantoma, y xantelasma y xantogranulomas.También pueden encontrarse en los dermatofibromas.

## Historia
Se conocen como células gigantes de Touton por Karl Touton, un botánico alemán y dermatólogo. Karl Touton observó por primera vez estas células en 1885 y las nombró "células gigantes xantelasmicas", un nombre que desde entonces ha caído en el olvido.

## Aspecto
Las células gigantes de Touton, siendo células gigantes multinucleadas, puede ser distinguidas por la presencia de varios núcleos en un patrón distintivo. Contienen un anillo de núcleos que rodean un citoplasma homogéneo central, mientras que el citoplasma que rodea a los núcleos es espumoso. El citoplasma rodeado por los núcleos ha sido descritos como anfófilo y eosinofílico, mientras que el citoplasma de la periferia celular tiene un aspecto pálido y espumoso.

## Causas
Las células gigantes de Touton están formadas por la fusión de células espumosas derivadas de macrófagos. Se ha sugerido que algunas citoquinas como el interferón gamma, la interleucina-3, y M-CSF pueden estar implicadas en la producción de estas células.